# Bohušov
Bohušov är en ort i Tjeckien. Den ligger i den östra delen av landet, 230 km öster om huvudstaden Prag. Bohušov ligger 233 meter över havet och antalet invånare är 456.
Terrängen runt Bohušov är huvudsakligen platt, men åt sydväst är den kuperad. Runt Bohušov är det ganska tätbefolkat, med 83 invånare per kvadratkilometer. Närmaste större samhälle är Krnov, 17,1 km söder om Bohušov. Trakten runt Bohušov består till största delen av jordbruksmark.